# Shigeru Morioka
Shigeru Morioka (japanisch 森岡 茂, Morioka Shigeru; * 12. August 1973 in Ōzu, Präfektur Ehime) ist ein japanischer Fußballtrainer und ehemaliger Fußballspieler.

## Laufbahn
Morioka spielte in der Fußballmannschaft der Technischen Oberschule Yawatahama und erhielt nach seinem Schulabschluss 1992 einen Vertrag bei Gamba Osaka, wechselte dann 1999 zu Kyoto Purple Sanga, 2000 zu Vissel Kōbe, dann 2002 wieder bei Gamba Osaka zurück und war dann 2006 bei Banditonce Kobe/Kakogawa. 2008 wechselte er als Trainer und in der Anfangszeit auch Spieler zum Regionalverein FC Osaka.
Mit der japanischen Nationalmannschaft qualifizierte er sich für die Olympischen Sommerspiele 1996.

## Errungene Titel
- J. League: 2005